# Karl-Wilhelm Naundorff
Pour les articles homonymes, voir Naundorff.
Ne doit pas être confondu avec Louis XVII.
Succession
Prétendant aux trônes de France et de Navarre
21 janvier 1793 – 10 août 1845
(52 ans, 6 mois et 20 jours)
Karl-Wilhelm Naundorff, également connu sous le nom de Charles-Guillaume Naundorff, ou encore de « Louis XVII », mort le 10 août 1845 à Delft, est un prétendant au trône de France, le plus célèbre de ceux qui au XIXe siècle déclarèrent être l'ancien dauphin Louis XVII, censé avoir survécu à sa détention à la prison du Temple.
De 1810 à 1845, Naundorff essaya en vain de se faire reconnaître par la famille royale française comme le fils de Louis XVI et Marie-Antoinette. Il se constitua une cour, nomma des aides de camp, des officiers d'ordonnance, un ministère, etc.
Expulsé par les gendarmes de Louis-Philippe Ier, il trouva refuge en Angleterre, puis en Hollande, où il mit au point la « bombe Bourbon » et devint directeur des ateliers de pyrotechnie de Delft. Après sa mort, ses descendants continuent de prétendre au trône de France.

## Biographie

### De l'horloger prussien au prétendant
Karl-Wilhelm Naundorff (dit aussi en français Charles-Guillaume Naundorff) apparaît à Berlin à la fin de l'année 1810. Il mène alors une vie retirée, exerçant le métier d'horloger en chambre pour gagner sa vie. Malgré sa discrétion, il attire l'attention de la police et est invité à venir s'expliquer à la présidence de la police. Il comparaît devant le conseiller Paul Le Coq, d'origine française, qui est chargé du service des passeports. Naundorff lui remet le sien qui stipule qu'il est né à Weimar et qu'il a 43 ans, or Naundorff a l'apparence d'un jeune homme d'environ 25 ans. On l'interroge et Naundorff déclare alors qu'il est Louis XVII, le fils de Louis XVI et de Marie-Antoinette, évadé du Temple en 1795 et qu'il cherche à se protéger des troupes napoléoniennes. Il étoffe ses dires de pièces « authentiques » censées prouver son extraction royale. Se réfugiant à Spandau, il doit pour exercer sa profession obtenir le titre de bourgeois et pour ce faire, fournir une pièce d'identité. Le conseiller Le Coq envoie un simple certificat au bourgmestre de Spandau qui s'en contente. Ce titre lui est finalement délivré le 8 décembre 1812.

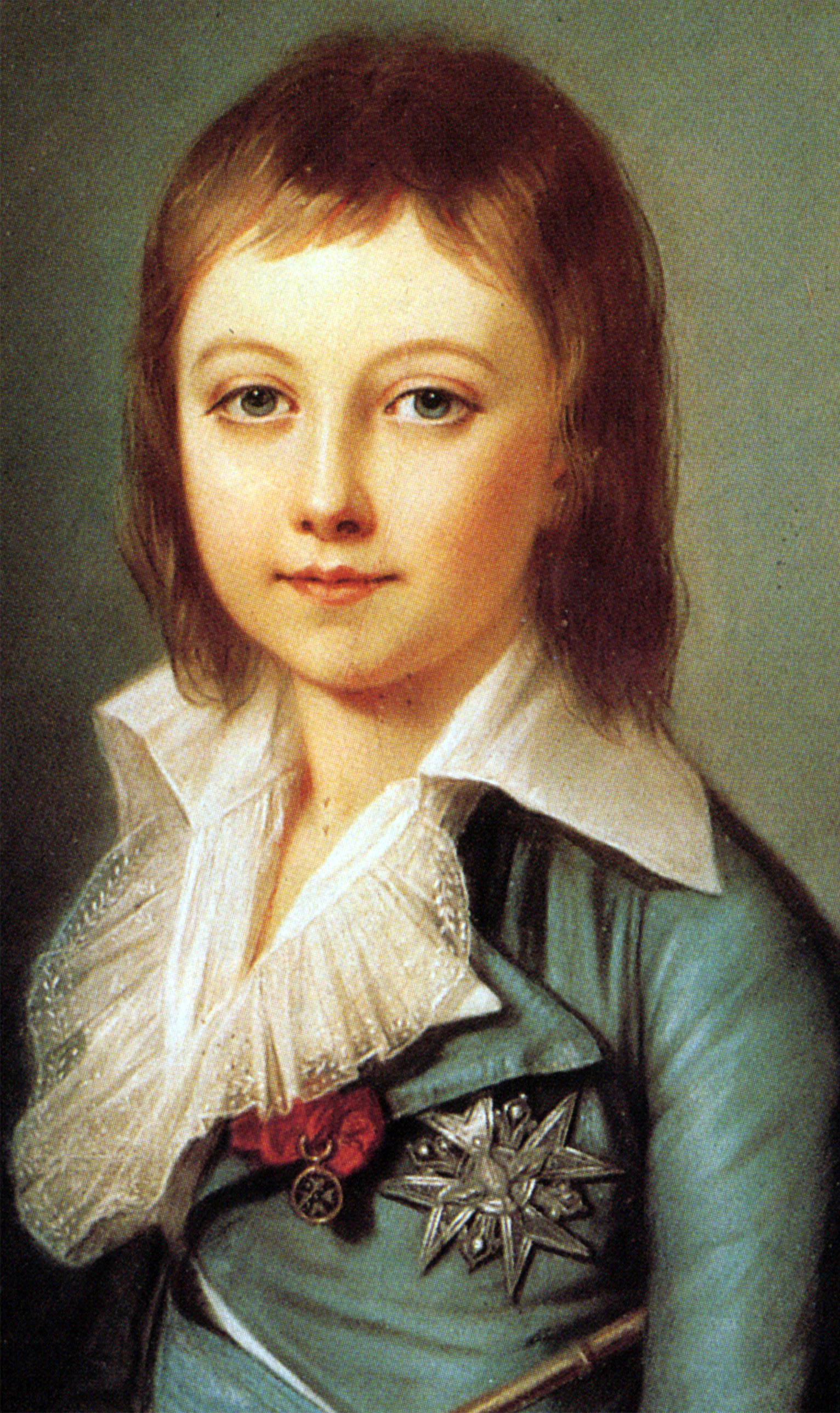
Le dauphin Louis-Charles de Bourbon dit Louis XVII, mort officiellement à la prison du Temple en 1795.

Lors de la retraite des troupes françaises, Spandau est bombardée. Malade, Naundorff est soigné par sa gouvernante, Mme de Sonnenfeld. Rétabli, il aurait écrit au roi de Prusse, aux empereurs d'Autriche et de Russie pour affirmer ses droits sur la couronne de France, mais n'obtiendra jamais de réponse. Après l'épisode des Cent-jours, Naundorff souhaite se rendre à Paris afin de réclamer ses droits. Mme de Sonnenfeld étant malade, il fait appel à Marassin, un officier français, et le charge de transmettre une lettre à Marie-Thérèse de France, duchesse d'Angoulême, fille survivante de Louis XVI. Il ne reçoit pas de réponse. Il écrit alors une nouvelle lettre à sa « sœur », et à Charles-Ferdinand d'Artois, duc de Berry, son « cousin », fils de Charles X, en 1818, spécifiant qu'il ne réclame pas le trône mais simplement son nom et son titre de prince français.
Le 19 novembre 1818, Naundorff épouse l'orpheline d'un marchand de pipes, Johanna Friederike Einert (dite aussi en français Jeanne Frédérique Einert), âgée de seize ans, qui lui donnera neuf enfants. Le couple reste à Spandau jusqu'en 1822 puis s'installe à Brandebourg. Lors d'un incendie qui touche le théâtre, sa maison voisine s'enflamme, il perd tous ses biens : brûlés, noyés par l'eau des pompiers, volés. Il est alors accusé d'avoir provoqué lui-même l'incendie par le conseiller de justice Voigt. À cela, s'ajoute une affaire de faux-monnayeur dont on l'accuse et les mystères sur son identité et son origine[pas clair]. Condamné à trois ans de prison pour "crime de fausse monnaie", il est envoyé dans une maison de force le 17 août 1825. Le baron de Seckendorff, chef de l'administration pénitentiaire s'intéresse à lui et, persuadé de son innocence, demande sa grâce auprès du roi de Prusse.
Naundorff est libéré en 1828, et se rend à Crossen, petite ville à la frontière de la Silésie. Là, il réussit à convaincre de nombreuses personnes qu'il est Louis XVII. On annonce même dans la Gazette de Leipzig la présence à Crossen de Louis-Charles, duc de Normandie ; cet article est reproduit en France dans le Constitutionnel de Paris, le 29 août 1831. Le roi de Prusse voit d'un mauvais œil les agissements de Naundorff et décide de le faire arrêter. Prévenu, Naundorff s'enfuit, abandonnant femme et enfants. Il se rend en Suisse puis à Paris, où il arrive le 26 mai 1833 « sans souliers, sans chemise et sans bas ». Il y regroupe bientôt des partisans légitimistes qui forment autour de lui un semblant de cour.

### Naundorff à Paris

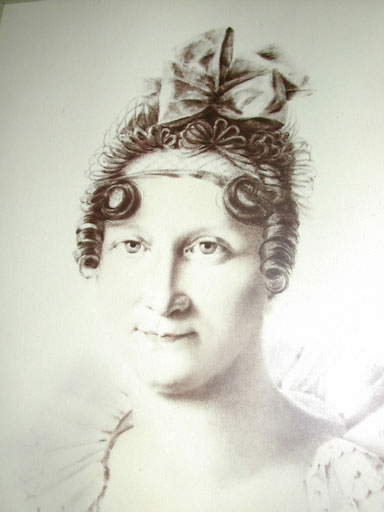
Agathe de Rambaud (1764-1853), femme de chambre de Marie-Antoinette et attachée au dauphin.

Là, il s'installe chez le frère de François Albouys, avocat à Cahors (ce dernier a lu l'article et croit Naundorff). Il rencontre Mme Agathe de Rambaud, la femme de chambre de la reine et attachée au dauphin, qui le reconnaît. Celle-ci a apporté un petit habit bleu ciel qui a appartenu à l'enfant pour tester Naundorff comme tous les autres prétendants.
— « Peut-être vous souviendrez-vous de l'avoir mis, et dans quelle circonstance, aux Tuileries ?
— Ce n'était pas aux Tuileries, mais à Versailles, pour une fête... et je ne l'ai plus porté, je crois, depuis la fête, car il me gênait. »
Cette réponse enlève les derniers doutes à Mme de Rambaud. Elle écrit à la duchesse d'Angoulême et se rend à Prague, où Mme Royale vit en exil.
D'autres personnes reconnaissent en Naundorff Louis XVII, notamment le mari de Mme de Rambaud (ancien huissier de la chambre de Louis XVI), la marquise de Broglio-Solari (attachée au service de Marie-Antoinette), Étienne de Joly (dernier ministre de la justice de Louis XVI) ou encore Brémond (ancien secrétaire privé de Louis XVI). Ainsi Naundorff se construit un entourage de plus en plus important. Morel, un de ceux-là, devient son secrétaire et rédige les lettres supposées de Naundorff à la famille royale, les proclamations et pseudo-mémoires de son maître. Morel part pour Prague afin de rencontrer la duchesse d'Angoulême : il n'obtient pas d'audience.
Dans son livre Autour de Madame Vigée-Le Brun, Hubert Royet pense que Naundorff, vers l'âge de 15 ans, a pu être domestique d'Élisabeth Vigée Le Brun, arrivée à Vienne en 1793. Élisabeth Vigée Le Brun ayant été la peintre de Marie-Antoinette jusqu'en 1789, Naundorff aurait ainsi pu apprendre, à son service, beaucoup de choses sur la famille royale.
Pendant son absence, Naundorff est agressé par des inconnus et frappé par plusieurs coups de poignard. Morel intervient dans le procès du baron de Richemont (un autre prétendu-Louis XVII), comparaissant devant les assises de la Seine, en remettant aux magistrats une lettre dans laquelle Naundorff affirme être Louis XVII. Naundorff envoie une lettre à Louis-Philippe et des pétitions aux Chambres (en décembre 1834 et en mars 1835). Puis, poussé par Morel, il lance, le 12 juin 1836, une assignation en revendication d'héritage à Charles X et à la duchesse d'Angoulême.
Jusqu'alors toléré dans Paris par le gouvernement et Louis-Philippe Ier, la perspective d'un procès contre le roi déchu et la fille de Louis XVI, qui a provoqué un énorme scandale, on décide de le faire arrêter[réf. nécessaire]. Le 15 juin 1836, Naundorff est jeté en prison et la police confisque les 202 pièces du dossier qui « prouvent » que Naundorff est Louis XVII. Naundorff est expulsé après 26 jours de détention, on l'embarque pour le Royaume-Uni[pas clair]. La baronne de Générès, nièce de Mme de Rambaud, le suit. Les partisans de Naundorff prennent peur et se taisent.

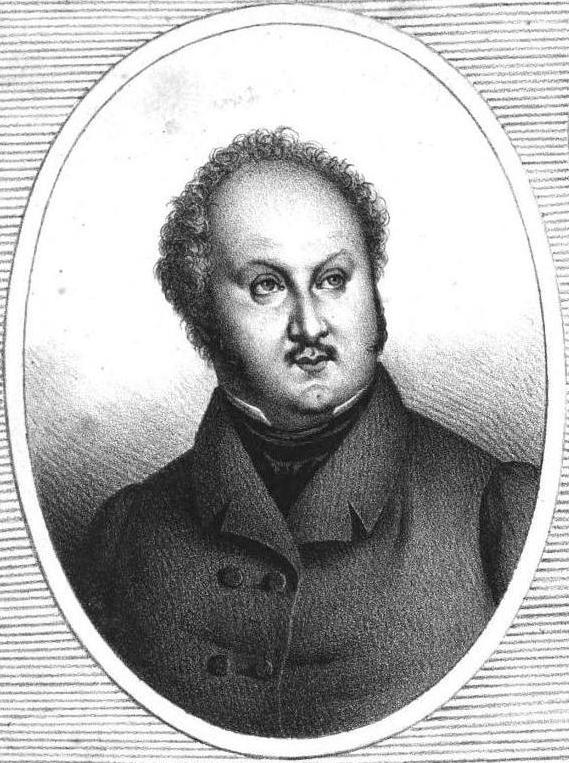
Karl-Wilhelm Naundorff en 1836
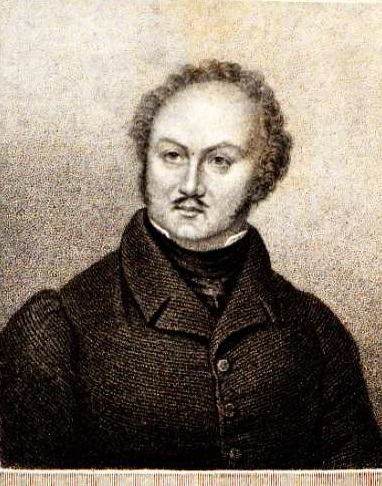
Karl-Wilhelm Naundorff en 1836
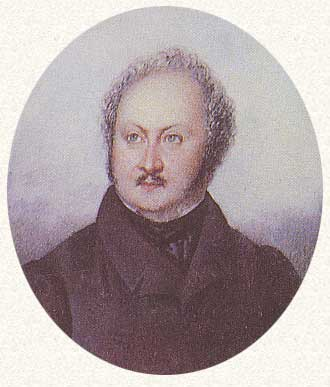
Karl-Wilhelm Naundorff en 1845
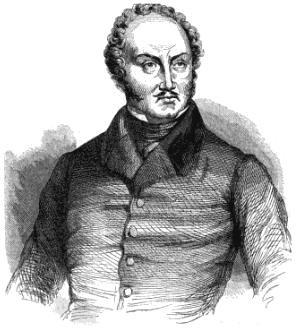
Karl-Wilhelm Naundorff en 1845
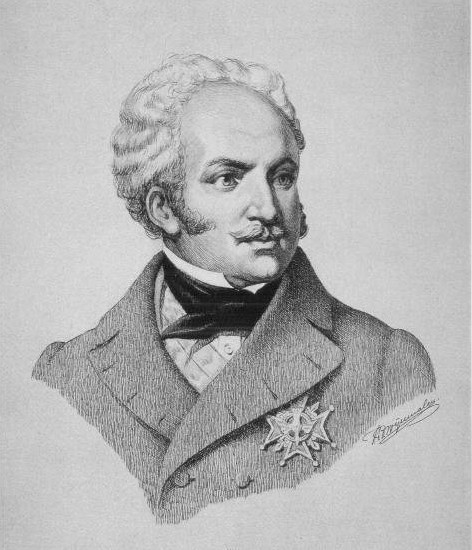
Karl-Wilhelm Naundorff en 1845
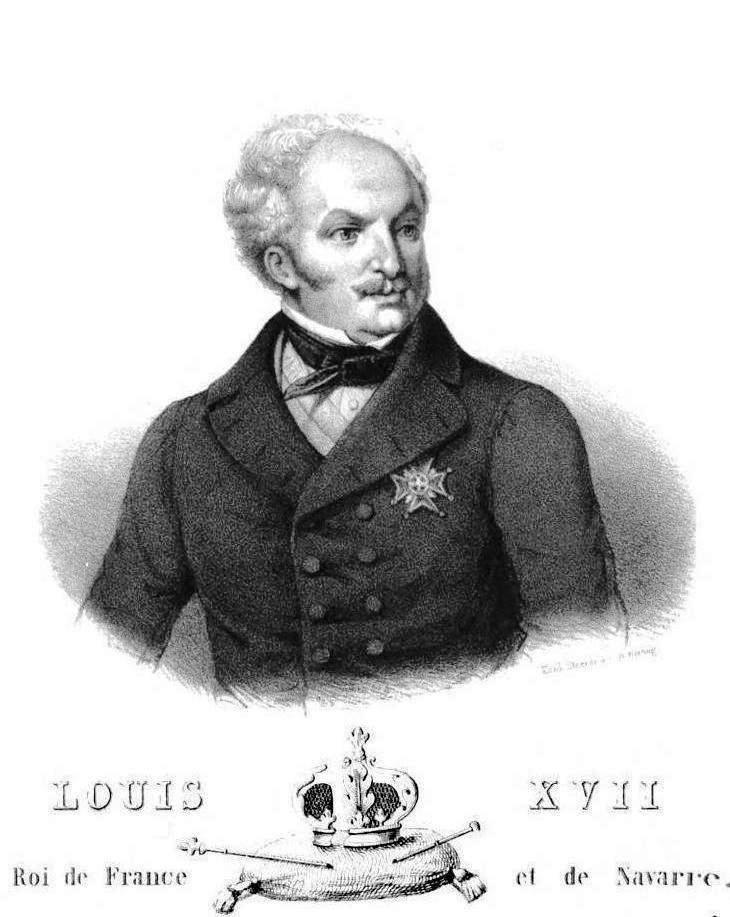
Karl-Wilhelm Naundorff âgé

### Naundorff au Royaume-Uni et aux Pays-Bas
Morel ayant lâché Naundorff, ce dernier a un nouveau secrétaire en la personne de Modeste Gruau, qu'il promeut comte de La Barre. Le gouvernement britannique ne prend pas Naundorff au sérieux, mais tolère sa présence et ses activités parce qu'elles sont de nature à embarrasser Louis-Philippe[réf. nécessaire]. L'échec de deux nouvelles pétitions à la Chambre des députés en 1837 et 1838 ajoute à son discrédit. Le nombre de ses partisans et l'importance de leur dons baissent brusquement. Or Naundorff a de gros besoins d'argent. Il se met alors en tête de fonder une nouvelle religion. Il aurait eu des visions dès 1834 et songe à réformer l'Église catholique romaine. En 1837, il lance un appel aux catholiques du Royaume-Uni et d'Irlande. Le pape Grégoire XVI fulmine contre lui, ce qui augmente encore un peu plus son discrédit. Naundorff se lance alors dans la pyrotechnie et met au point une bombe, nommée « Bombe Bourbon », qui restera en usage dans l'armée hollandaise jusqu'à la guerre de 1914-1918. Il choisit de quitter le Royaume-Uni, « déçu par son hospitalité », en 1841. Il se rend à Rotterdam, où il réussit à vendre son projet de bombe.
Naundorff décède le 10 août 1845 à Delft, jour anniversaire de la chute de la monarchie française.

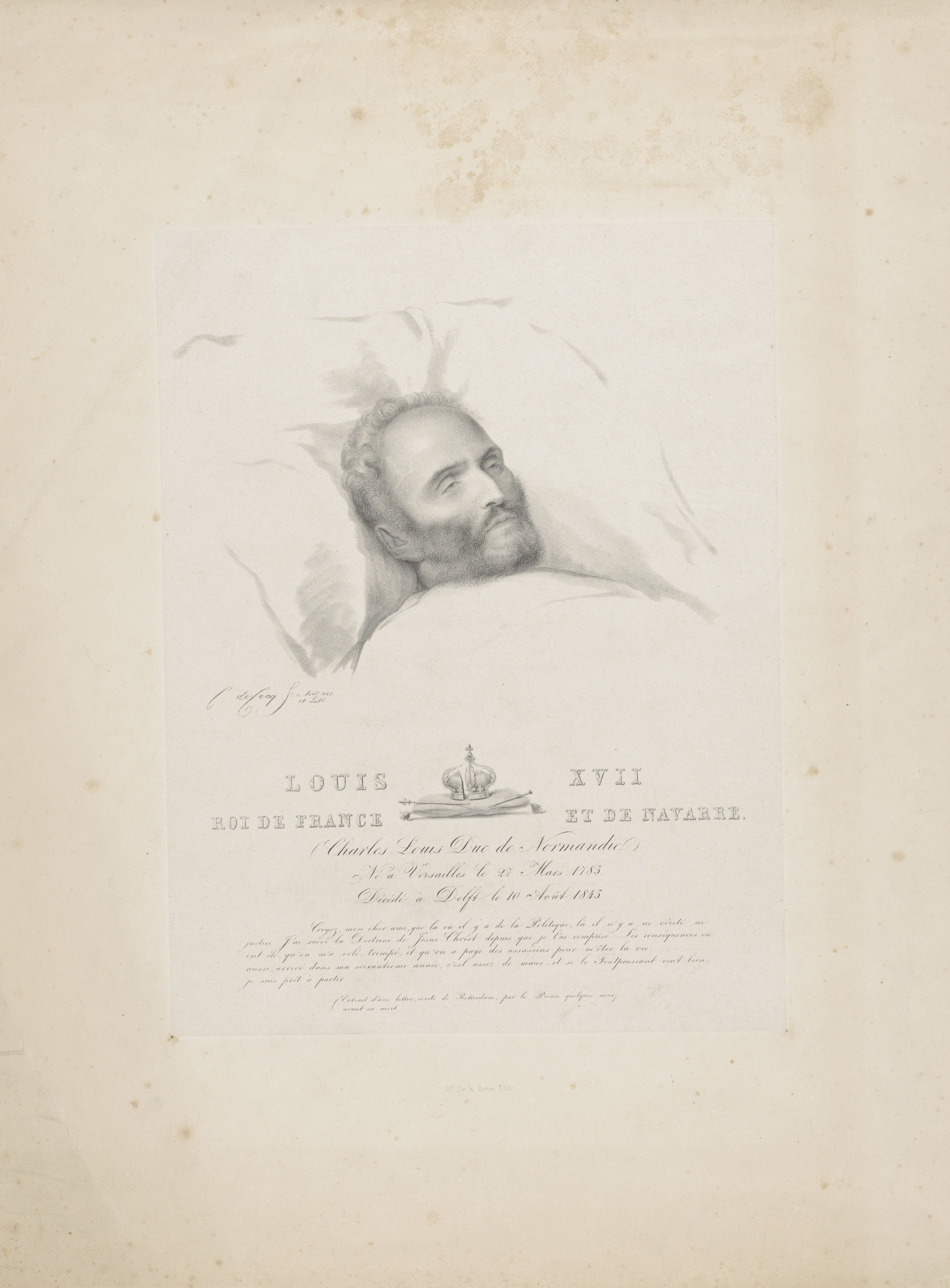
Karl-Wilhelm Naundorff sur son lit de mort
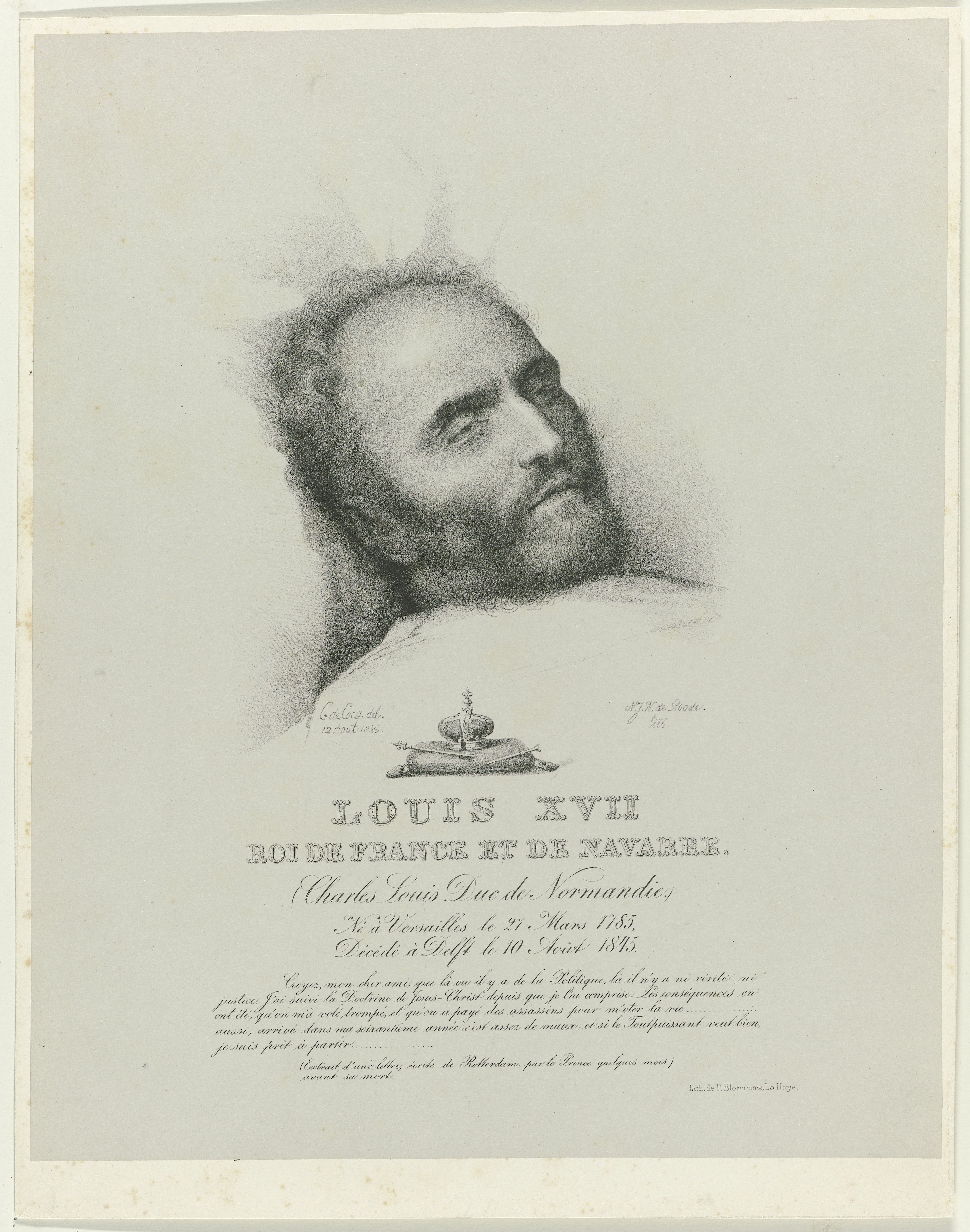
Karl-Wilhelm Naundorff sur son lit de mort
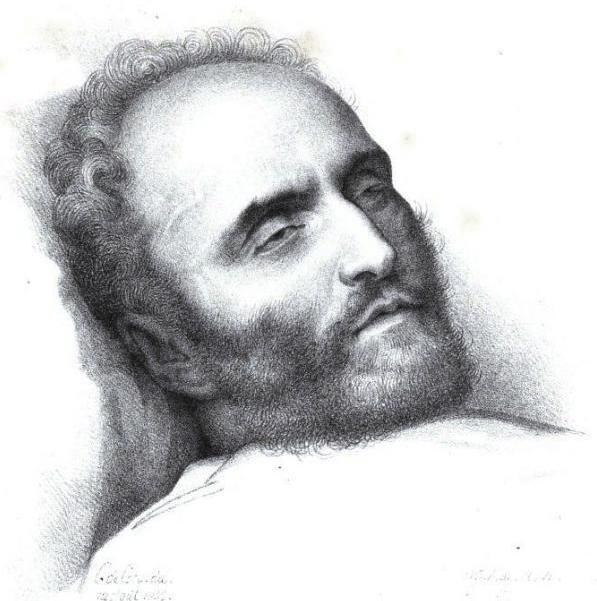
Karl-Wilhelm Naundorff sur son lit de mort

Sur sa tombe on peut lire : « Ici repose Louis XVII Roi de France et de Navarre, né à Versailles le 27 mars 1785, décédé le 10 août 1845 », mentions que l'officier de l'état civil accepte aussi d'apposer sur son acte de décès.

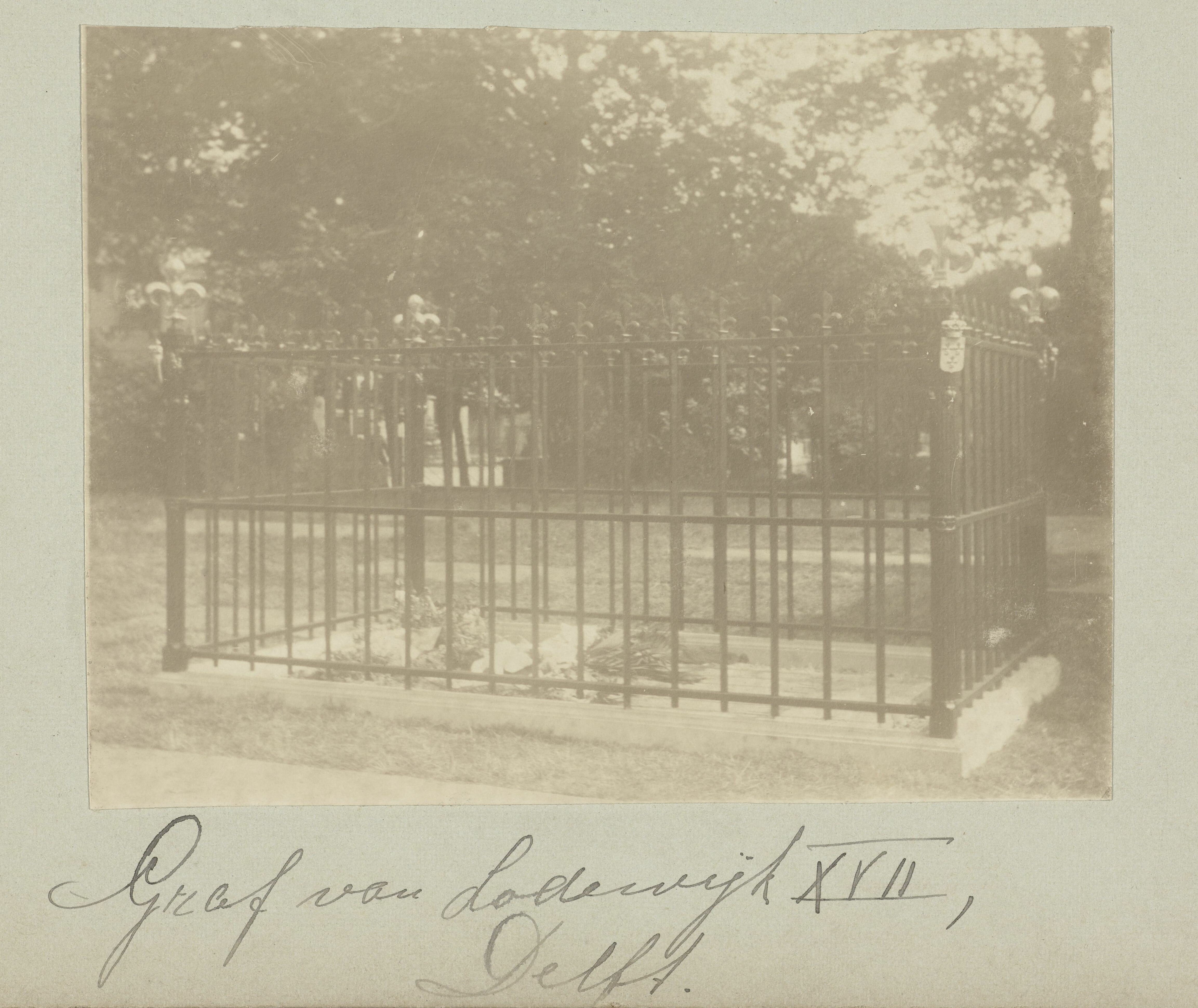
Tombe de Karl-Wilhelm Naundorff
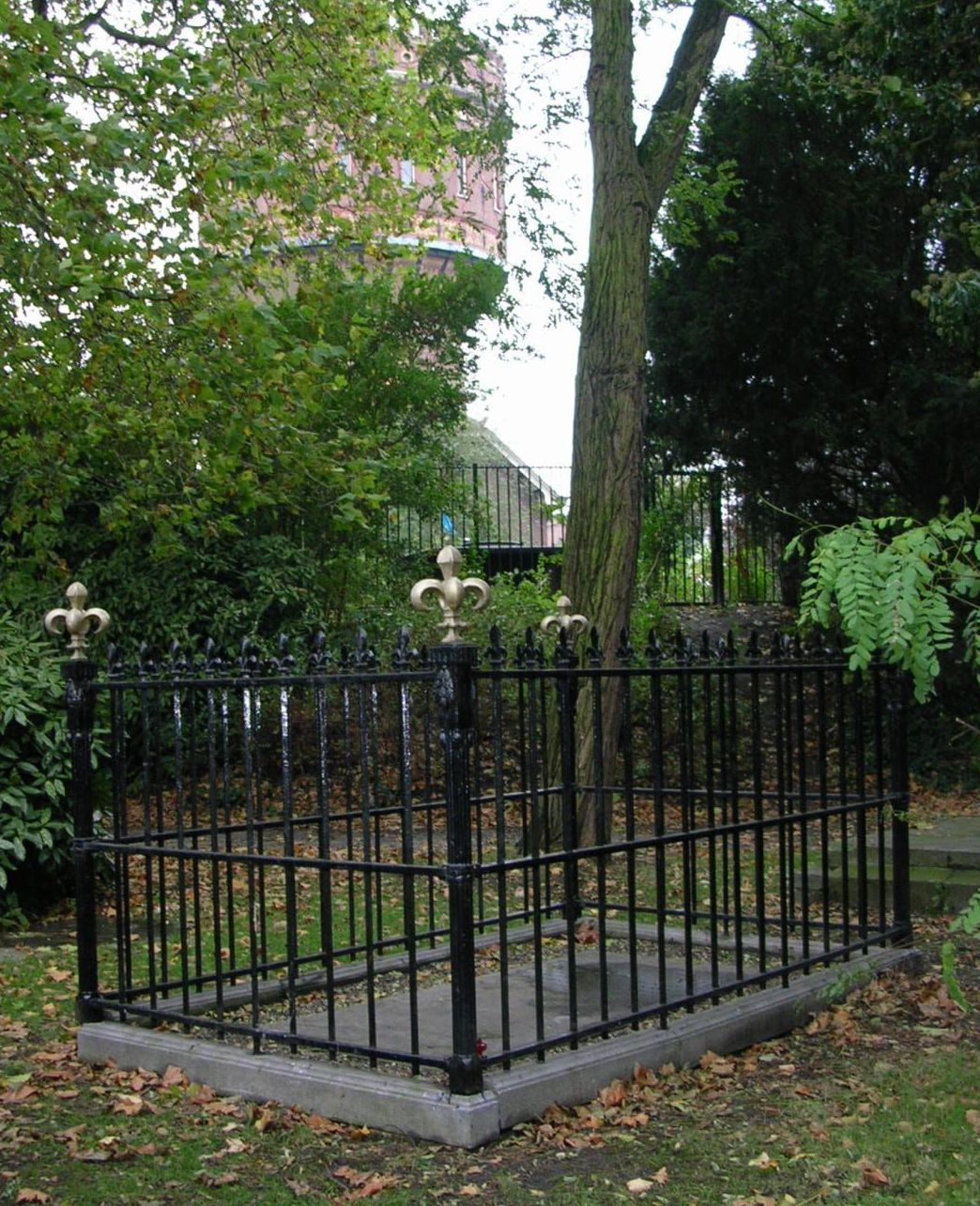
Tombe de Karl-Wilhelm Naundorff
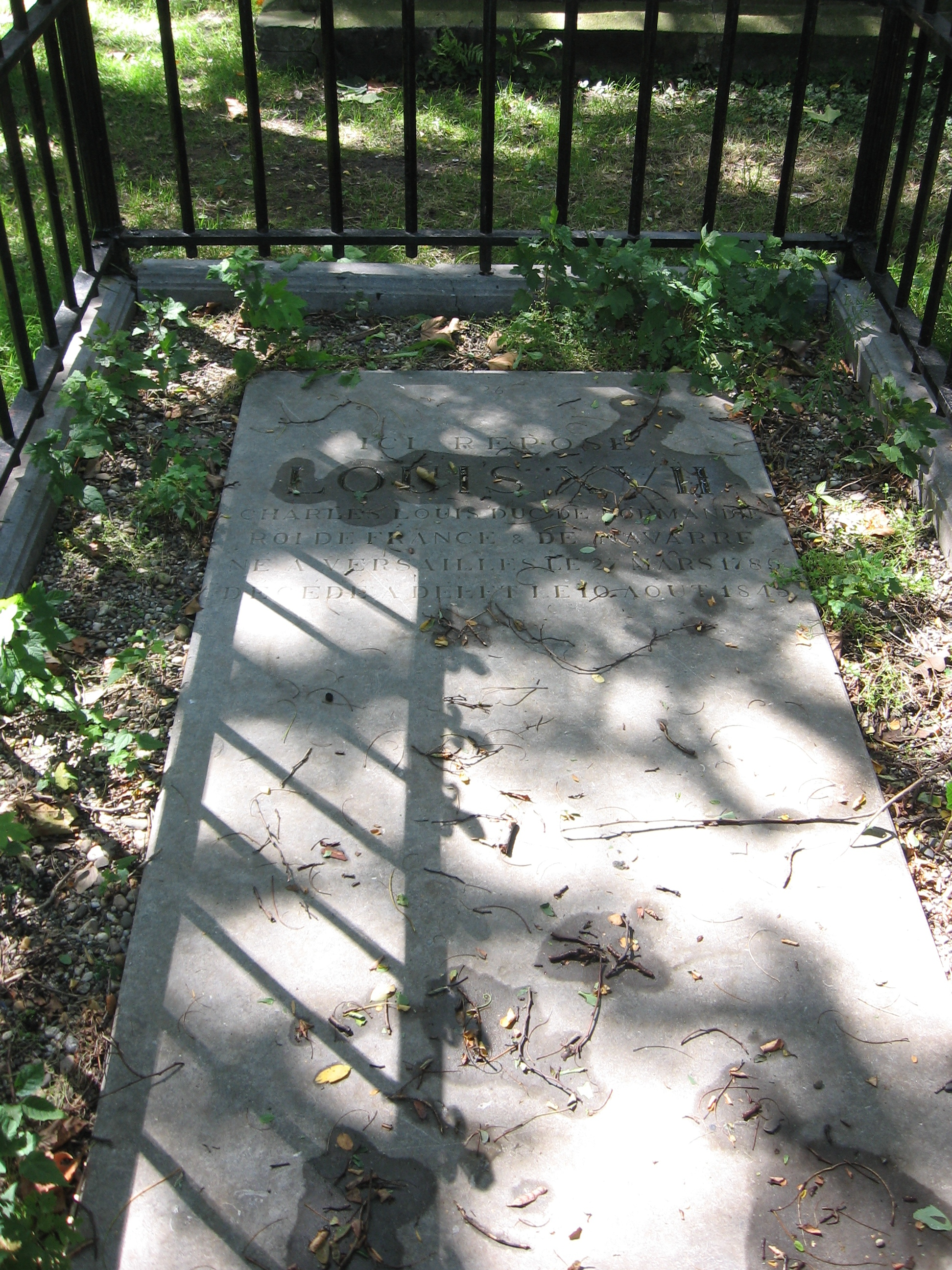
Tombe de Karl-Wilhelm Naundorff
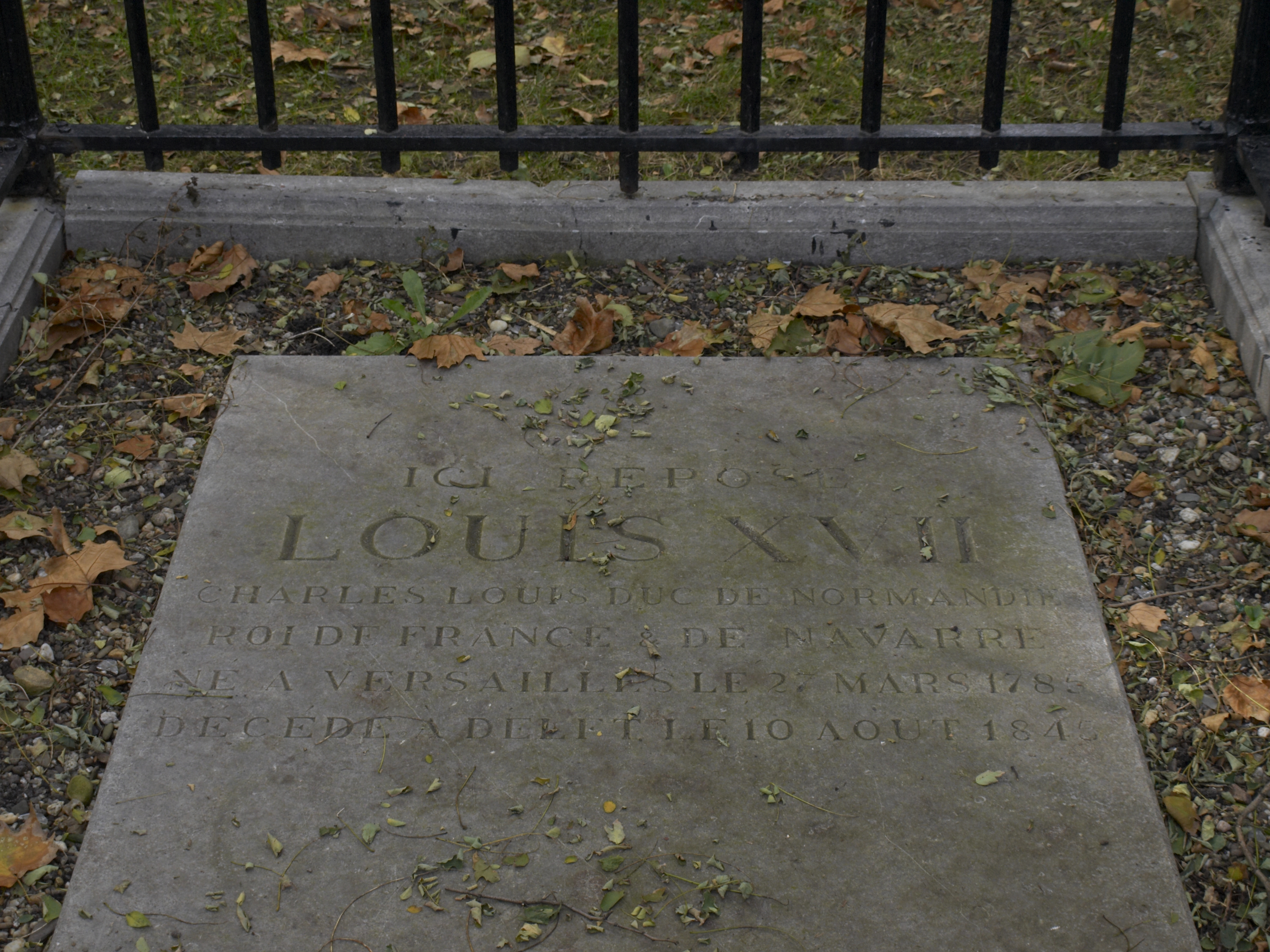
Tombe de Karl-Wilhelm Naundorff
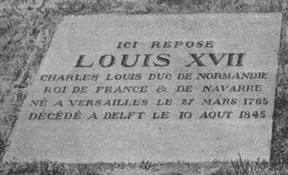
Pierre tombale de Karl-Wilhelm Naundorff

Il laisse derrière lui, une femme et huit enfants qui n'auront de cesse de défendre la thèse de leur père.
Les papiers personnels de Karl-Wilhelm Naundorf sont conservés aux Archives nationales sous la cote 227AP.

## Famille et descendance

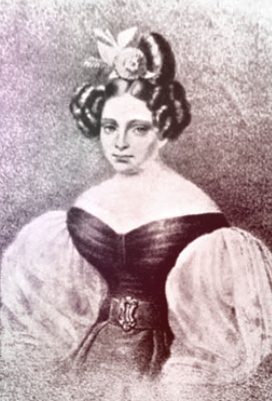
Jeanne Einert, épouse Naundorff
(1803-1888)

Karl-Wilhelm Naundorff et son épouse Jeanne Einert (1803-1888) ont eu 9 enfants (5 garçons et 4 filles), et une descendance nombreuse :
- Amélie Naundorff (épouse Laprade) (1819-1891),
- Charles-Édouard Naundorff (1821-1866),
- Berthe Naundorff (1823-1825),
- Marie-Antoinette Naundorff (épouse Van der Horst puis Daymonaz) (1829-1893),
- Louis-Charles Naundorff (1831-1899),
- Charles-Edmond Naundorff (1833-1883),
- Marie-Thérèse Naundorff (épouse Le Clerq) (1835-1908),
- Adelberth Naundorff (1840-1887),
- Ange-Emmanuel Naundorff (1843-1878).

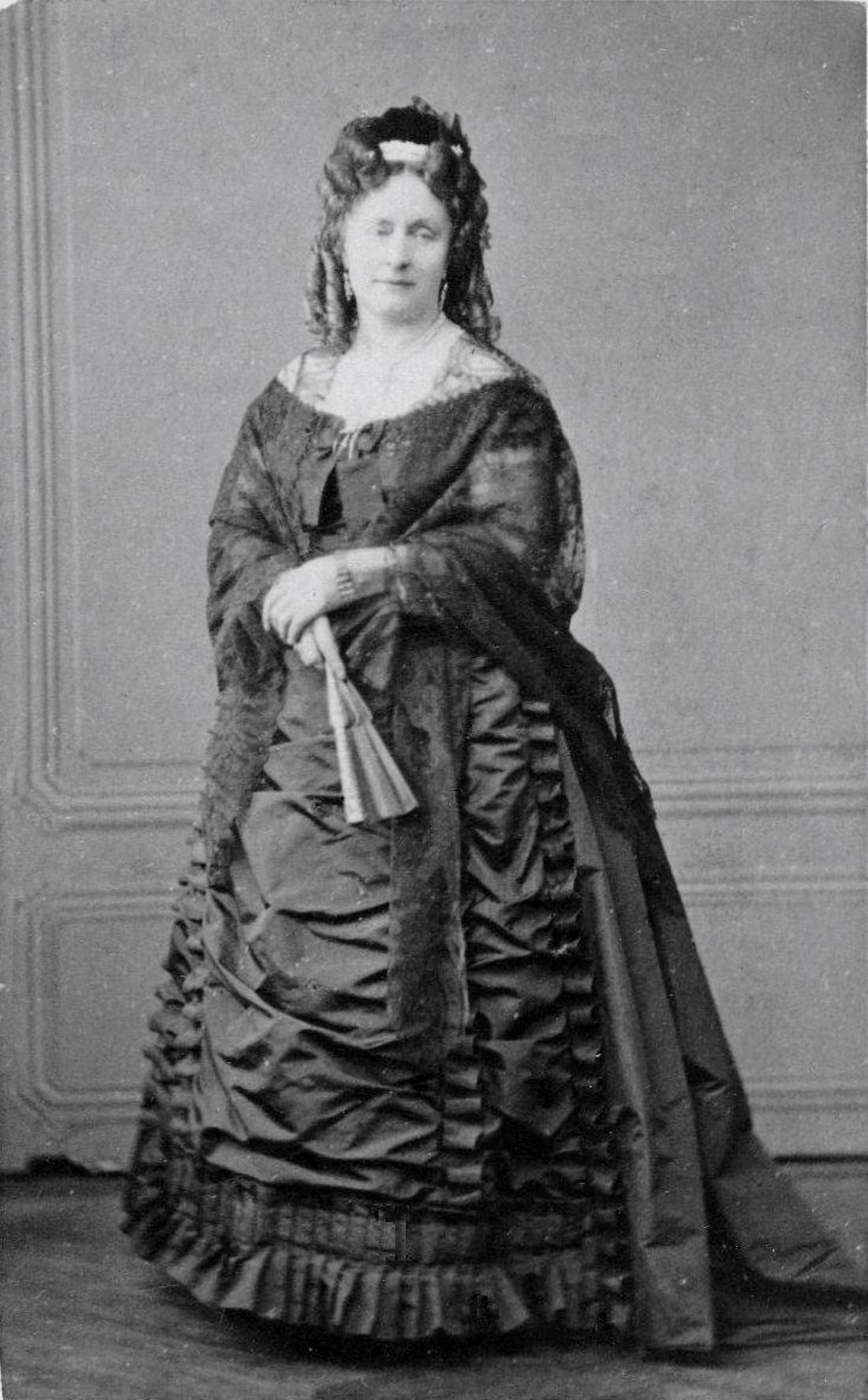
Amélie Naundorff, épouse Laprade (1819-1891)
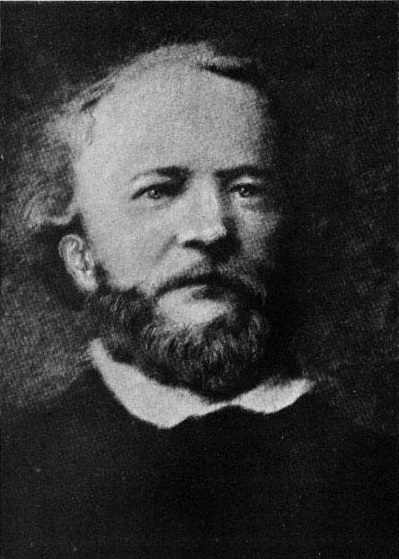
Charles-Édouard Naundorff (1821-1866)
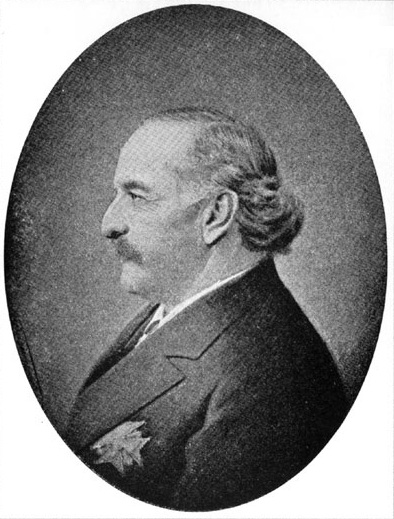
Louis-Charles Naundorff (1831-1899)

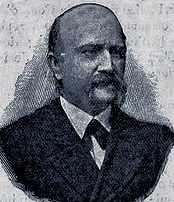
Charles-Edmond Naundorff (1833-1883)
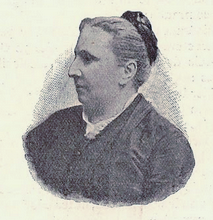
Marie-Thérèse Naundorff, épouse Le Clercq (1835-1908)
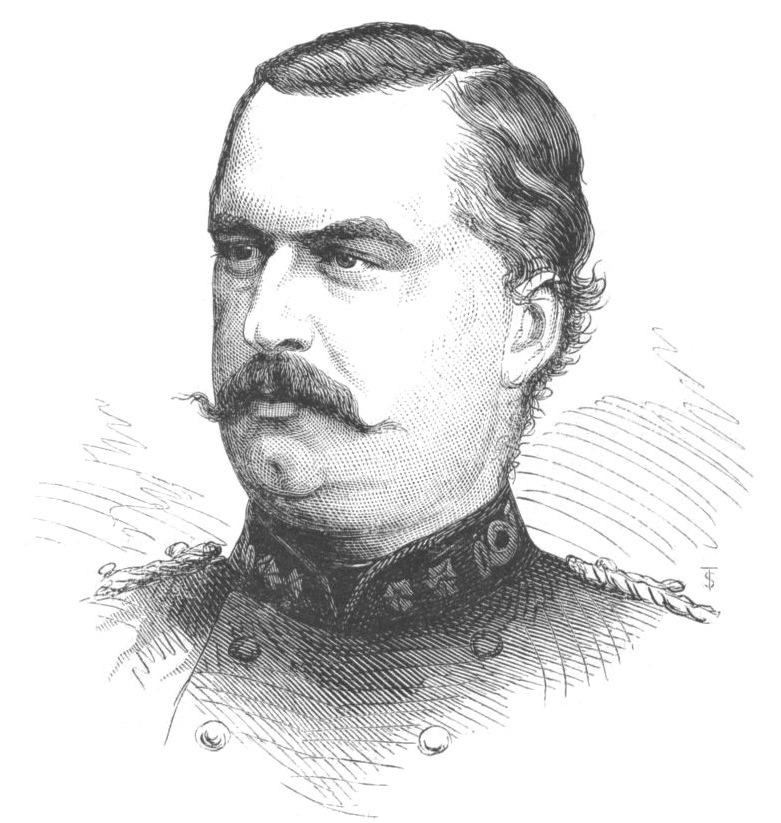
Adelberth Naundorff (1840-1887)
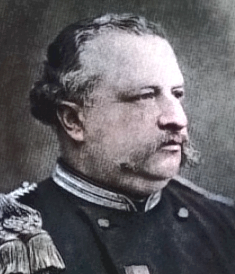
Ange-Emmanuel Naundorff (1843-1878)

Les descendants de Naundorff conservent encore aujourd'hui un certain nombre de partisans, surnommés « naundorffistes », un « sous-groupe » des survivantistes. Au début du XXe, le collectionneur Otto Friedrichs et son cercle défendirent la réhabilitation les Naundorff en France, sans succès. Les descendants portent le patronyme « de Bourbon », dont l'usage leur a été accordé par les Pays-Bas. Toutefois, pour le généalogiste Michel Josseaume (1922-2020), « dans tous les cas de figure, les descendants de Naundorff ne pourraient avoir aucun droit au trône de France, étant issus de mariages luthériens ou civils, voire d'aucun mariage du tout ! ».

## Tests scientifiques effectués pour trouver un lien génétique entre Naundorff etLouisXVII
Les prétentions de Naundorff ont fait l'objet de nombreuses controverses historiques et scientifiques.
En 1943, l'historien André Castelot fait faire des analyses des cheveux de Naundorff comparés à une mèche de cheveux du dauphin par le professeur Locard du laboratoire de police technique de Lyon. Locard conclut que les deux mèches ont la même excentration du canal médullaire. Cet argument est considéré par l'historien comme une preuve que Naundorff était bien le dauphin. Mais en 1951, une seconde expertise de Locard, faite à partir d'autres cheveux, le fait revenir sur ses premiers résultats et amène l'historien à réviser ses conclusions parce qu'il s'avère que cette particularité sur les cheveux touche une personne sur trois. La similitude n'est donc, probablement, qu'un hasard.
En 1998, des analyses ADN sont menées conjointement par une équipe de généticiens de l'université catholique de Louvain dirigée par le professeur Jean-Jacques Cassiman et une équipe de généticiens de l'université de Nantes dirigée par le docteur Pascal du centre hospitalier universitaire de Nantes. Après une étude de l'ADN mitochondrial de Naundorff à partir de quelques-uns de ses cheveux et de fragments de son humérus droit (prélevé dans sa tombe en 1950), comparé à l'ADN mitochondrial des cheveux de descendants en ligne maternelle de la reine de Naples Marie-Caroline d'Autriche, sœur de Marie-Antoinette (à savoir Anne de Bourbon-Parme et son frère André de Bourbon-Parme), les deux équipes concluent que les restes de Naundorff ne sont pas ceux du dauphin Louis XVII,.
Dans Génétique moléculaire humaine, Jack J. Pasternak écrit : « Au cours des années 90, des échantillons de cheveux et d'os prélevés sur les restes de Naundorff, des échantillons non exhumés de cheveux de Marie-Antoinette, de deux de ses sœurs et d'autres apparentés morts et des échantillons fournis par certains descendants vivants, ont fait l'objet d'une PCR effectuée sur L'ADN mitochondrial et l'ADN a ensuite été séquencé. Les résultats ont montré que Naundorff ne possédait pas le même ADN mitochondrial que Marie-Antoinette ou les autres membres de la famille. Autrement dit, Naundorff n'était, comme beaucoup le pressentaient, rien d'autre qu'un imposteur convaincant ».
En 1999, le cœur prélevé en 1795 par le médecin Philippe-Jean Pelletan, après l'autopsie de Louis XVII, et conservé dans la crypte royale de la basilique de Saint-Denis est soumis à des analyses ADN diligentées par les Professeurs Cassiman, de Louvain en Belgique, et Brinkmann de l'université de Münster en Allemagne, à l'initiative de l'historien Philippe Delorme. Le 19 avril 2000, lors d'une conférence de presse donnée à Paris, les professeurs Cassiman et Brinkmann déclarent que « La comparaison de l'ADN montre au delà de tout doute raisonnable que le cœur conservé dans la crypte venait d'un enfant qui était relié en ligne maternelle à la maison de Habsbourg ». À la question s'il était possible que le cœur soit celui d'un autre fils inconnu de Marie-Antoinette, le professeur Brinkmann répond « il n'y a absolument aucune évidence historique d'un fils secret qui mourut au même âge et dont le cœur a été retiré de cette façon ».
L'analyse ADN du cœur de l'enfant mort à la tour du Temple est contestée par les survivantistes, car ils prétendent qu'il aurait pu appartenir au frère aîné de Louis XVII, Louis-Joseph, le premier dauphin, mort de maladie à l'âge de huit ans, en 1789 avant la Révolution. Toutefois, le cœur de Louis-Joseph fut embaumé selon la tradition royale, comme l'attestent les archives, tandis que celui de Louis XVII a été conservé dans de l'alcool, ce qui rend d'emblée toute confusion impossible. Philippe Delorme répond à cet argument des survivantistes que le cœur sur lequel le professeur Cassimann a réalisé ses tests n'ayant pas été embaumé, « cela est donc peu probable car le cœur de Louis-Joseph fut embaumé. Quand un cœur est embaumé, il est coupé en deux et rempli d'herbe et de liquide d'embaumement ». Il ajoute que le cœur de Louis-Joseph fut perdu après la Révolution et qu'il est donc très improbable que le cœur conservé dans la crypte royale de la basilique de Saint-Denis soit le cœur du fils aîné de Marie-Antoinette.
En 2004, une analyse contradictoire est commandée par les descendants de Karl Wilhelm Naundorff. Il est procédé à une nouvelle exhumation de Naundorff à Delft, et des analyses sont pratiquées directement sur le squelette de Naundorff. Ces analyses sont réalisées sur ces prélèvements par le laboratoire de génétique néerlandais du professeur De Knieff, ainsi qu'un autre laboratoire, en Autriche. Cependant, la famille Bourbon-Naundorff n'a jamais publié les résultats de ces analyses.
En 2012, le généticien controversé Gérard Lucotte fait des prélèvements sur Hugues de Bourbon, fils de Charles de Bourbon et descendant de Karl-Wilhelm Naundorff. L'analyse – faite conjointement avec Bruno Roy-Henry – du chromosome Y du descendant Naundorff est alors comparée avec l'haplotype des Bourbons grâce à « un profil du chromosome Y » de la maison royale établi en octobre 2014 par le Pr Cassiman. En mars 2014, les deux chercheurs publient les résultats de leurs analyses. Selon le docteur Gérard Lucotte : « On retrouve chez Karl-Wilhelm Naundorff l'essentiel des marqueurs du chromosome Y des Bourbons, il fait partie de la famille ». Cependant, la plupart des généticiens portent un regard critique sur les travaux de Gérard Lucotte : la validité de ses travaux est largement remise en cause par la communauté scientifique. De leur côté, les naundorffistes remettent en cause la qualité et l'authenticité des prélèvements d'os sur Naundorff, lors de ces tests anciens, prétextant que le cercueil avait été ouvert en 1950 lors de la restauration du tombeau,,,.

## Sources
- Fonds : Charles-Guillaume Naundorff (1836 - 1837) [0,01 mètre linéaire].  Cote : CH-000053-1 P Naundorff. Archives cantonales vaudoises (présentation en ligne).

## Télévision
- Un nommé Charles Naundorff, téléfilm réalisé par Stellio Lorenzi dans la collection Énigmes de l'Histoire diffusé le 24 août 1957. Karl-Wilhelm Naundorff y est interprété par Jean-Roger Caussimon.
- Louis XVII, l'enfant roi, est-il mort en prison ?, numéro de l'émission Secrets d'Histoire diffusé sur France 2 le 2 décembre 2007.
- L'enfant de Marie-Antoinette est-il mort en prison ?, numéro de l'émission L'Ombre d'un Doute diffusé sur France 3 le 3 novembre 2014.